# Paphiopedilum villosum
Paphiopedilum villosum é uma espécie de orquídea (Orchidaceae) do Sudeste Asiático.